# Svenja Huth
Svenja Huth (Alzenau, 25 gennaio 1991) è una calciatrice tedesca, attaccante del Wolfsburg.

## Carriera

### Club
Huth si appassiona al calcio fin da giovanissima, iniziando a giocare con il TSG Kälberau dall'età di sette anni, indossando in seguito la maglia del Bayern Alzenau prima di trasferirsi, raggiunti i 14 anni, al 1. FFC Francoforte iniziando a giocare nelle sue formazioni giovanili.
Inserita in rosa con la prima squadra dalla stagione 2007-2008, debutta in Frauen-Bundesliga, il livello di vertice del campionato tedesco di categoria, il 2 dicembre 2007, all'8ª giornata di campionato, rilevando l'infortunata Kerstin Garefrekes al 46' nell'incontro vinto in trasferta per 4-2 con il Saarbrücken. Per la sua prima rete in Bundesliga deve aspettare la stagione seguente, segnando una doppietta alla 20ª giornata di campionato 2008-2009, nella vittoria in trasferta per 5-1 sul Crailsheim.
Nella sua prima apparizione in Coppa di Germania, il 25 novembre 2007, ha portato l'1. FFC Francoforte ai quarti di finale contro il Tennis Borussia Berlin, segnando al 43' per il punteggio finale di 1-0. Nel 2015, ha vinto la UEFA Women's Champions League con il Francoforte dopo la vittoria in finale per 2-1 sul Paris Saint-Germain.
Per la stagione 2015-2016, l'attaccante si è trasferita alle rivali di lega del Turbine Potsdam.
Nel 2019, Huth si trasferisce al Wolfsburg. Nel 2020, con il Wolfsburg vince il campionato tedesco e la Coppa di Germania. Nel 2021, hanno difeso la coppa con una vittoria per 1-0 dopo i tempi supplementari contro l'Eintracht Francoforte. Nel giugno 2021, ha esteso il suo contratto fino al 2024.

## Palmarès

### Club

#### Competizioni nazionali
- Campionato tedesco: 3

1. FFC Francoforte: 2007-2008
Wolfsburg: 2019-2020, 2021-2022
- Coppa di Germania: 7

1. FFC Francoforte: 2006-2007, 2007-2008, 2010-2011, 2013-2014
Wolfsburg: 2019-2020, 2020-2021, 2021-2022

#### Competizioni internazionali
- UEFA Women's Champions League: 2

1. FFC Francoforte: 2007-2008 (UEFA Women's Cup), 2014-2015

### Nazionale
- Campionato d'Europa: 1

2013
- Campionato d'Europa under 17: 1

2008
- Campionato mondiale under 20: 1

2010
- Algarve Cup: 1

2012
- Oro olimpico: 1

Rio de Janeiro 2016

### Individuale
- Fritz-Walter-Medaille

 Oro 2010